# Сан Кастрезе (Казерта)
Сан Кастрезе (итал. San Castrese) је насеље у Италији у округу Казерта, региону Кампанија.
Према процени из 2011. у насељу је живело 1076 становника. Насеље се налази на надморској висини од 42 м.